# Течія мису Голкового

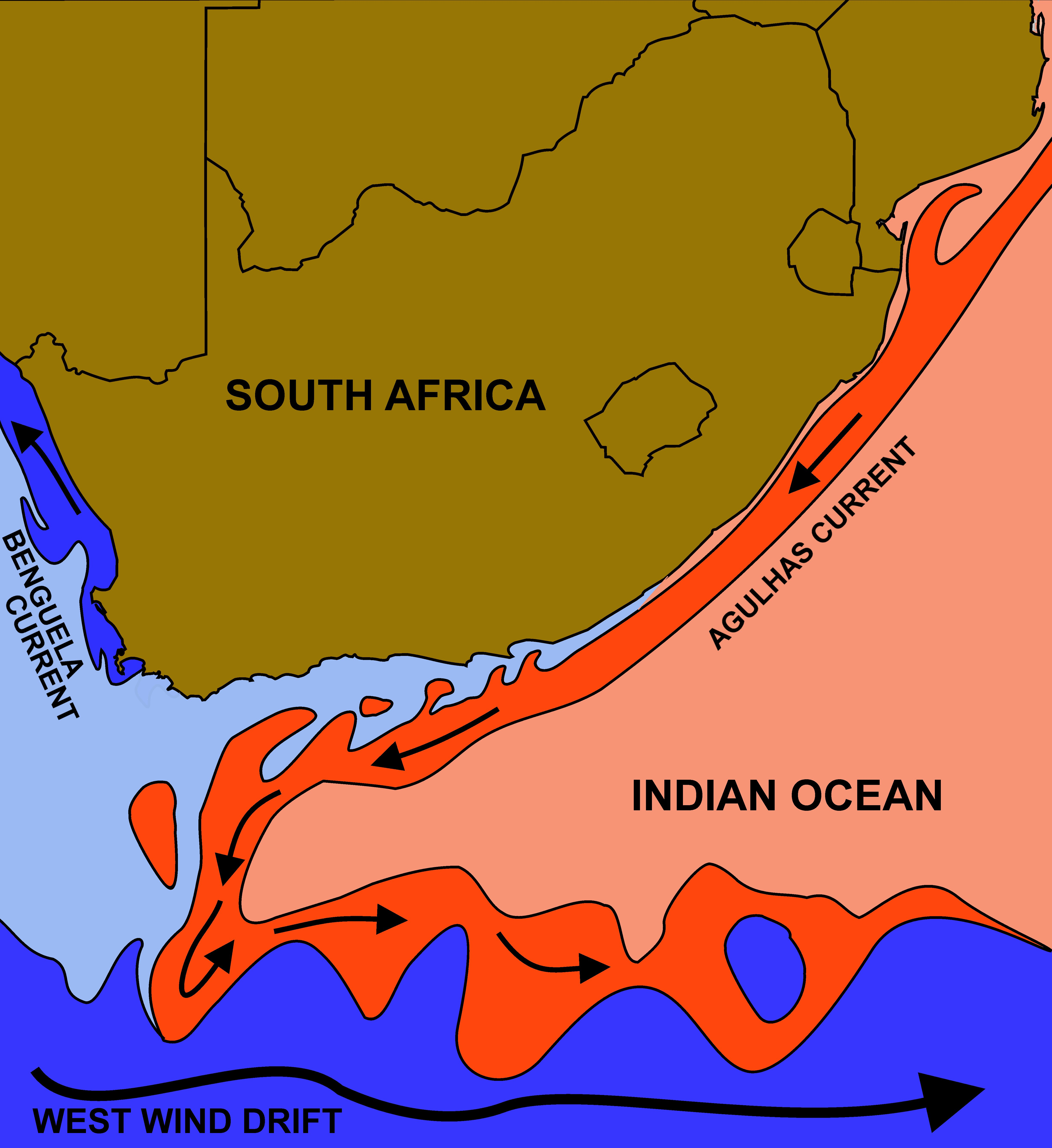
Напрямки руху теплої течії Агульяс (червона) вздовж східного узбережжя ПАР та холодної Бенгельської течії (синьої) вздовж західного узбережжя. Течія Агульяс утворена злиттям теплих Мозамбіцької та Мадагаскарської течій, які стикаються на південний захід від Мадагаскару (на схемі не показано). Холодна Бенгелська течія бере свій початок від підняття води з холодних надр Атлантичного океану проти західного узбережжя континенту. Дві течії ніде не перетинаються вздовж південного узбережжя Африки.

Течія мису Голкового, течія Аґульяс — тепла течія на південному заході Індійського океану, частина Південної Екваторіальної течії. Течія вузька і швидка (на поверхні швидкість до 200 см/сек).
Протікає на південь уздовж східного узбережжя Африки від 27°S до 40°S. Вузька, стрімка та потужна. Припускають, що це найпотужніша західна гранична течія у Світовому океані, з розрахунковим нетто-перевезенням 70 Sv (70 млн м³/сек), решта західних граничних течій на порівняльних широтах транспортують менше — Бразильська течія (16,2 Sv), Гольфстрим (34 Sv), Куросіо (42 Sv).

## Фізичні властивості
Джерелами течії Агульяс є Мадагаскарська течія (25 Sv), Мозамбіцька течія (5 Sv) і рециркуляційна частина південно-західного індійського підвиру на південь від Мадагаскару (35 Sv). Транспортна потужність течії Агульяс оцінюється у 100 Sv. Течія Агульяс спрямовується топографією. Течія прямує континентальним шельфом від Мапуту до банки Агульяс (250 км на південь від мису Агульяс). Течія досягає своєї максимальної транспортної потужності поблизу банки Агульяс, де він коливається між 95-136 Sv.
Ядро течії визначається як місце де поверхневі швидкості досягають 100 см/с, що дає ядру середню ширину 34 км. Середня пікова швидкість становить 136 см/с, але швидкість течії може досягати 245 см/с.

### Ретрофлексія
У південно-східному Атлантичному океані течія зазнає ретрофлексії через взаємодію з Антарктичною циркумполярною течією. Ця вода стає зворотною течією Агульяс, приєднуючись до виру Індійського океану. За підрахунками, до 85 Sv води повертається до Індійського океану. Вода, що залишилася, транспортується до південноатлантичного виру.

### Подальший рух води течії Агульяс
За підрахунками, близько 15 Sv води Індійського океану витікає безпосередньо в Південну Атлантику. 10 Sv — це відносно тепла, солона вода з термоклином, а решта 5 Sv — холодна антарктична проміжна вода з низьким вмістом солі. Оскільки вода в Індійському океані значно тепліша (24-26° C) і солоніша, ніж вода Південної Атлантики, то течія Агульяс є важливим джерелом солі та тепла для Південноатлантичного виру. Вважається, що цей тепловий потік сприяє високій швидкості випаровування в Південній Атлантиці, ключовому механізмі циркуляції меридіонального транспортування. Невелика кількість води Агульяс потрапляє до Північнобразильської течії, що несе воду Індійського океану до Північноатлантичного субтропічного виру. Перш ніж дійти до Карибського моря, ця течія нагрівається сонцем навколо екватора, і, коли приєднується до Гольфстриму, ця тепла і солона вода сприяє утворенню глибинних вод у Північній Атлантиці
Beal та Bryden, 1999 виявили Підповерхневу течію Агульяс на глибині 800 м. Нижня течія переносить воду в бік екватора має глибину 2000 м і ширину 40 км з максимальними швидкостями 90 см/с (на глибині 1400 м) і знаходиться безпосередньо під поверхневою течією, спрямованою до полюса.